# Autostrada A83 (Franța)
Autostrada A83, numită E03 la nivel european, este o autostradă din regiunile Pays de la Loire și Nouvelle-Aquitaine; concesionată companiei Autoroutes du Sud de la France (zona de Vest), aceasta leagă Nantes de Niort prin Fontenay-le-Comte și se intersectează cu A10 la nivelul orașului Niort, pe care îl ocolește pe la nord, facilitând legătura Nantes-Bordeaux.
Având o lungime totală de 152,5 km, A83 face parte din ruta Estuarelor.
Radio Vinci Autoroutes (107,7 FM) funcționează pe A83, sectorul ASF.

## Probleme de traseu
A83 a fost inaugurată în întregime abia în 2001, odată cu deschiderea ultimului său tronson, între Oulmes și Niort, punând astfel capăt unei îndelungate polemici începută în 1987.
Inițial, A83 trebuia să se intersecteze cu A10 ocolind orașul Niort pe la sud, trecând aproape de Coulon și Magné. Acest traseu era mai direct între Nantes și Bordeaux, dar urma să traverseze Marais Poitevin, riscând să perturbe fauna, flora și peisajele acestui ecosistem umed. A83 a fost deschisă între Nantes și Oulmes, în așteptarea unui traseu care să prezinte mai puține riscuri pentru mediu. Căutarea unui traseu sudic, trecând mai aproape de Niort, întâmpina dificultăți din cauza dublei proximități a mlaștinilor și a cartierului urbanizat Saint-Liguaire.
În cele din urmă, în 1992, a fost ales traseul ocolind Niort pe la nord (mai lung), decizie care a fost în concordanță cu opinia unor cercuri economice din departamentul Deux-Sèvres, care considerau această opțiune ca fiind o soluție mai bună pentru deservirea departamentului.
Ultimii 34,4 kilometri, între Oulmes și Niort, au fost inaugurați de Ségolène Royal, în 2001, pe atunci deputat de Deux-Sèvres, după un conflict cu anumiți aleși locali și cu serviciile de echipamente pentru a proteja Marais poitevin. Ea a solicitat atunci arbitrajul președintelui François Mitterrand.

## Crearea ieșirii 3
Crearea ieșirii 3 a autostrăzii A83 era prevăzută inițial în contractul dintre ASF și stat. ASF avea termen până în 2032 pentru a o realiza. Această ieșire este în final finanțată de departamentul Loire-Atlantique și inaugurată în 2016. Au urmat lucrările de ocolire a localității Aigrefeuille-sur-Maine. În schimb, ocolirea localității Montbert a fost abandonată. Multe camioane și autoturisme trec prin Montbert pentru a ajunge la drumul spre La Roche-sur-Yon și la autostradă, crescând poluarea fonică.

## Traseu
| De la RN844 până la ieșirea 2; secțiune gratuită neconcesionată, gestionată de DIR Ouest. | |            |
| Intersecție                                                                               | Nod rutier între RN844 și A83: Poitiers, Paris, Rennes, Vannes, Insula Noirmoutier, Aeroportul Nantes Atlantique, Nantes-centru, Nantes-sud, Saint-Sébastien-sur-Loire-vest, Rezé-Blordière. | RN844 E3   |
| A83 E3                                                                                    | |            |
|                                                                                           | Zonă de servicii: La Grassinière (în ambele sensuri). |            |
| 1 - Les Sorinières                                                                        | Orașe deservite: La Roche-sur-Yon, Saint-Philbert-de-Grand-Lieu, Les Sorinières (nod rutier parțial).                                                                                        | RD178      |
| 2 - La Cour Neuve                                                                         | Orașe deservite: Niort, La Rochelle, Aigrefeuille-sur-Maine, Les Sorinières. | RD137 M137 |
| De la ieșirea 2 până la A10; secțiune cu taxă în sistem închis, concesionată către ASF.   | |            |
|                                                                                           | Punctul de taxare Bignon. |            |
|                                                                                           | Limitare la 130 km/h (sens Niort > Nantes). |            |
| 3 - Aigrefeuille-sur-Maine                                                                | Orașe deservite: Clisson, Aigrefeuille-sur-Maine, Saint-Philbert-de-Grand-Lieu. | RD117      |
|                                                                                           | Zonă de odihnă: Forêt de Haye (în ambele sensuri). |            |
|                                                                                           | Trecerea din departamentul Loire-Atlantique în departamentul Vendée. |            |
| 4 - Montaigu                                                                              | Orașe deservite: Les Sables-d'Olonne, La Roche-sur-Yon, Montaigu. | RD763      |
|                                                                                           | Zonă de servicii: Les Brouzils (sens Nantes > Niort). |            |
|                                                                                           | Zonă de servicii: Chavagnes-en-Paillers (sens Niort > Nantes). |            |
| Intersecție                                                                               | Nod rutier între A87 și A83: Angers, Cholet, Les Herbiers, Les Sables-d'Olonne, La Roche-sur-Yon.                                                                                            | A87        |
| 5 - Les Essarts                                                                           | Oraș deservit: Les Essarts. | RD160      |
|                                                                                           | Zone de odihnă: Grissay (sens Nantes > Niort); Sainte-Florence (sens Niort > Nantes) |            |
| 6 - Chantonnay                                                                            | Orașe deservite: La Roche-sur-Yon, Chantonnay, Bournezeau. | RD948      |
|                                                                                           | Pod peste Lay. |            |
|                                                                                           | Zonă de servicii: La Vendée (în ambele sensuri). |            |
| 7 - Sainte-Hermine                                                                        | Orașe deservite: La Rochelle, Luçon, Sainte-Hermine. | RD137 E3   |
| A83                                                                                       | |            |
| 7.1 - Fontenay ouest                                                                      | Orașe deservite: Les Sables-d'Olonne, La Châtaigneraie, Luçon, Fontenay-le-Comte. | RD949      |
|                                                                                           | Zonă de odihnă: Auzay (în ambele sensuri). |            |
|                                                                                           | Pod peste Râul Vendée. |            |
| 8 - Fontenay centre                                                                       | Orașe deservite: Marans, Fontenay-le-Comte. | RD138T     |
| 9 - Niort ouest                                                                           | Orașe deservite: Niort, Marais Poitevin. | RD148      |
|                                                                                           | Trecerea din departamentul Vendée în departamentul Deux-Sèvres. Trecerea din regiunea Pays de la Loire în regiunea Nouvelle-Aquitaine.                                                       |            |
|                                                                                           | Trecerea din departamentul Deux-Sèvres în departamentul Vendée. Trecerea din regiunea Nouvelle-Aquitaine în regiunea Pays de la Loire.                                                       |            |
|                                                                                           | Trecerea din departamentul Vendée în departamentul Deux-Sèvres. Trecerea din regiunea Pays de la Loire în regiunea Nouvelle-Aquitaine.                                                       |            |
|                                                                                           | Zone de servicii: Les Deux-Sèvres (sens Nantes > Niort); La Parthenaise (sens Niort > Nantes)                                                                                                |            |
| 10 - Niort nord                                                                           | Orașe deservite: Angers, Saumur, Parthenay, Niort-nord. | RD743      |
|                                                                                           | Limitare la 130 km/h (sens Nantes > Niort). |            |
|                                                                                           | Pod peste Musson. |            |
|                                                                                           | Pod peste Sèvre niortaise. |            |
| 11 - Niort est                                                                            | Orașe deservite: Niort-centru, Saint-Maixent-l'École, La Crèche, Chauray, Niort-est. | RD611      |
| Intersecție                                                                               | Nod rutier între A10 și A83: Paris, Poitiers, Bordeaux, Saintes, Limoges, Angoulême. | A10 E5     |
| A83                                                                                       | |            |

## Locuri turistice
- Prin ieșirea 4: Nordul coastei vendeene, Muzeul de istorie Vendée[1] și Castelul Chabotterie[2];
- Prin ieșirea 7: Sudul coastei vendeene;
- Prin ieșirea 7.1: Masivul forestier Mervent-Vouvant;
- Prin ieșirile 7.1 și 8: Fontenay-le-Comte, oraș renascentist, oraș de Artă și Istorie;
- Prin ieșirea 8: Abația Maillezais[3], Abația Regală de la Nieul-sur-l'Autise[4];
- Prin ieșirea 9: Marais poitevin.